# Procyon Peaks
Die Procyon Peaks sind zwei bis zu 1250 m hohe Gebirgskämme im Palmerlands auf der Antarktischen Halbinsel. Sie bestehen aus Berggipfeln, die durch einen mit Hundeschlitten oder Pulkas befahr- bzw. begehbaren Gebirgspass miteinander verbunden sind. Sie ragen 40 km östlich des Moore Point zwischen den oberen Abschnitten des Millett- und des Bertram-Gletschers auf.
Das UK Antarctic Place-Names Committee benannte sie 1976 nach dem Stern Procyon im Sternbild Kleiner Hund.